# Антоний (Смолин)
Архиепископ Антоний (в миру Пётр Сергеевич Смолин; 1806, Саратовская губерния — 21 декабря 1876 [2 января 1877]) — епископ Русской православной церкви, архиепископ Пермский и Верхотурский.

## Биография
Родился в 1806 году в семье священника Саратовской губернии.
Поступил в Пензенскую духовную семинарию, которую окончил в 1828 году, после чего поступил в Московскую духовную академию.
17 (29) января 1832 года, обучаясь в духовной академии, пострижен в монашество, 12 февраля рукоположён во иеродиакона, а 25 июля — во иеромонаха.
22 августа (3 сентября) 1832 года окончил курс академии со званием магистра и определён инспектором и профессором философии Ярославской духовной семинарии.
19 (31) декабря 1834 года переведён инспектором в Вифанскую духовную семинарию.
1 (13) июля 1839 года возведен в сан архимандрита.
С 23 ноября (5 декабря) 1840 года — ректор и профессор богословия Рязанской духовной семинарии и настоятелем Рязанского Спасского монастыря.
В 1845—1846 годах архимандрит Антоний вызывался в Санкт-Петербург на чреду священнослужения и проповедования слова Божия, которая являлась своего рода смотром кандидатов во епископы, но по результатам пребывания в Петербурге он не был избран в архиереи, и ему пришлось ещё 11 лет возглавлять Рязанскую духовную семинарию. Лишь в 1857 году он вновь был вызван в Петербург.
В годы ректорства он отличался исключительной мягкостью и добротой и какой-то необыкновенной чувствительностью. Рост имел крошечный. По свидетельству некоторых, страдал застенчивостью. Рассказывают такой эпизод. Однажды на торжественном открытии приюта в присутствии многих почётных гостей отец Антоний должен был сказать речь. Он получил благословение от владыки Гавриила, выступил вперед и начал: «Милые дети… Милые дети, сей день…» и смолк. Добрый архипастырь Гавриил с добродушной улыбкой вывел его из этого положения, тихо сказав: «Я думаю, что он больше ничего нам не скажет». Он осенил архимандрита крестным знамением и тем самым дал ему возможность возвратиться на место.
10 (22) января 1858 года перемещён ректором в Орловскую духовную семинарию.
Сведущий богослов и классик, отец Антоний так логично, сильно и убежденно говорил, что до глубины души трогал своих учеников и сам от слез часто не мог продолжать свою речь. Урок его обыкновенно продолжался два с половиной часа, но он был неутомительным для слушателей. Время, казалось, проходило очень быстро.
21 сентября (3 октября) 1858 года хиротонисан во епископа Одесского, викария Херсонской епархии.
Вступив на пост архипастырского служения, преосвященный Антоний управлял епархией твёрдо и справедливо. Строгий к себе, он был строг и к подчинённым.
16 (28) ноября 1859 года в связи с присвоением Херсонскому и Таврическому архиерею названия Херсонского и Одесского, епископ Антоний был переименован во епископа Новомиргородского, викарий Херсонской епархии.
С 9 (21) ноября 1862 года — епископ Пензенский и Саранский.
При епископе Антоние в 1866 году начали издаваться «Пензенские епархиальные ведомости». Его усилиями и содействием улучшено материальное благосостояние пензенских духовных учебных заведений.
В Пензе им был устроен дом с церковью для училища девиц духовного звания.
С 21 августа (2 сентября) 1868 года — епископ Пермский и Верхотурский.
16 (28) апреля 1872 года возведен в сан архиепископа.
Прогрессирующая болезнь глаз вынудила преосвященного Антония, проситься на покой в один из монастырей. 9 (21) сентября 1876 года уволен по болезни на покой в Московский Данилов монастырь, где скончался 21 декабря 1876 (2 января 1877) года в возрасте 70 лет.